# 亚洲大陆地理中心

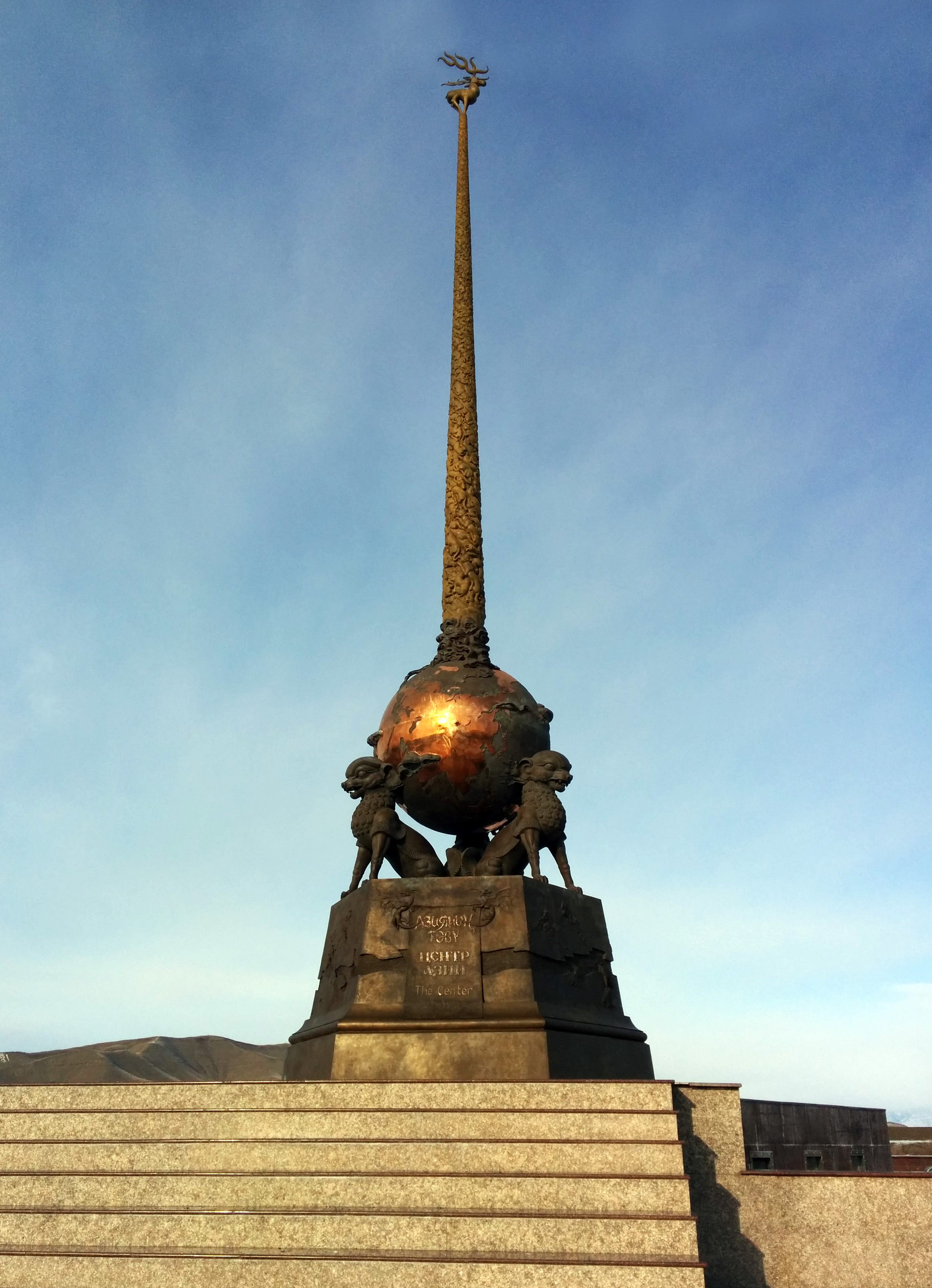
位於克孜勒的亞洲中心紀念塔

亚洲大陆地理中心，指的是亞洲的質量中心。
根據中華人民共和國的說法，其位置在新疆乌鲁木齐市沙依巴克区永丰镇永新村。現已建成風景區。(43°40′52″N 87°19′52″E / 43.68111°N 87.33111°E)
另一方面，俄羅斯聲稱亞洲的中心位於圖瓦共和國的克孜勒，並建有紀念塔為記。.(51°43′30″N 94°26′37″E / 51.72500°N 94.44361°E)